# Eisenkappel-Vellach
Eisenkappel-Vellach (slovenska: Železna Kapla-Bela) är en köpingskommun i förbundslandet Kärnten i Österrike. Kommunens centralort är Bad Eisenkappel. Eisenkappel-Vellach har 2 208 invånare (2024). Kommunen gränsar i söder till Slovenien. I kommunen finns Österrikes sydligaste punkt. 
Kommunen består av 14 orter (Ortschaften) (inom parentes invånarantal 1 januari 2024):

- Bad Eisenkappel (879)
- Blasnitzen (60)
- Ebriach (290)
- Koprein Petzen (12)
- Koprein Sonnseite (34)
- Leppen (168)
- Lobnig (101)
- Rechberg (136)
- Remschenig (59)
- Trögern (17)
- Unterort (37)
- Vellach (283)
- Weißenbach (5)
- Zauchen (127)